# Marcelino Uribe Botero
Marcelino Uribe Botero (Sonsón, 9 de agosto de 1843-Medellín, 5 de mayo de 1939) fue un político, militar y abogado colombiano que se desempeñó como segundo y último gobernador del efímero Departamento de Sonsón. 

## Biografía
Nació en Sonsón en 1843, hijo de Laureano Uribe Palacio y de María del Carmen Botero Villegas. Estudió en la Escuela de Sonsón y a los 18 años fue nombrado como oficial del Juzgado del Circuito de Abejorral. 
Posteriormente, se trasladó a Medellín, donde se convirtió en Jefe de Instrucción Pública. En 1867 regresó a Sonsón, donde se convirtió en Recolector de Rentas y Administrador de Correos y Telégrafos. Entre 1876 y 1879 fue alcalde de su población natal; así mismo, fue miembro del concejo de esta ciudad de manera interrumpida por más de 20 años. En 1894 fue elegido Representante a la Cámara, tras haber sido diputado a la Asamblea de Antioquia entre 1882 y 1888. Participó en las guerras civiles de 1876-1877, 1884-1885, 1895 y la de los Mil Días.
En septiembre de 1908 fue designado por el presidente Rafael Reyes como segundo gobernador del Departamento de Sonsón, sucediendo así a César García Tirado, a quien ya había reemplazado de manera interina. Casado en Sonsón con Eloisa Arango Isaza, hija de Luis María Arango Álvarez y de María Francisca Isaza Ruiz, fueron padres de 9 hijos, entre ellos Marcelino Uribe Arango, secretario general de la presidencia durante el mandato de Carlos Eugenio Restrepo.